# Бхімтал
Бхімтал (англ. Bhimtal) — місто, розташоване в окрузі Найнітал індійського штату Уттаракханд, за 22 км від Найнітала на висоті 1370 м. Місто є «гірською станцією», популярним місцем відвідування туристами, яких привертає перш за все озеро Бхімтал та храм на його березі, перша версія якого, за переказами була збудована Бхімою, а сучасна — Баз Бахадуром (1638-78), раджей династії Чанд. Крім туризму, місто також виконує частину функцій адміністративного центру округу, через переїзд частини установ до комплексу Вікас-Бхаван (Vikas Bhawan) у місті.
| Індія | Це незавершена стаття з географії Індії. Ви можете допомогти проєкту, виправивши або дописавши її. |